# Schnitzelparadies
Schnitzelparadies ist eine romantische Komödie des Regisseurs Martin Koolhoven, die 2005 in den Niederlanden entstand. Sie basiert auf dem Roman Lehrjahre im Schnitzelparadies von Khalid Boudou.

## Handlung
Abiturient Nordip soll nach dem Willen seines Vaters Medizin studieren. Der junge marokkanischstämmige Niederländer arbeitet stattdessen heimlich in einer Hotelküche, in der es zwischen dem multikulturellen Personal zu komischen Verwicklungen kommt. Nordip indes verliebt sich in Agnes, die Nichte der Hotelchefin.

## Kritiken
Schnitzelparadies wurde vielfach als „Multi-Kulti-Komödie“ aufgefasst, im Unterschied zu Kebab Connection, der im gleichen Jahr in Deutschland erschien, sei der Film jedoch keine bloße „Culture-Clash-Comedy“ (Schnitt.de). Im Gegensatz zur Buchvorlage handle der Film kaum von den Tücken der Integration, die Komödie sei im ganzen aber „eingängige Kost, vereinzelt mit Pfefferschoten garniert“, so die Stuttgarter Zeitung.

## Auszeichnungen
Am 19. Dezember 2005 wurde Schnitzelparadies für über 100.000 Besucher in den Niederlanden mit Gold ausgezeichnet. Für seine Leistung erhielt Mimoun Oaïssa das Goldene Kalb als bester Nebendarsteller, in drei weiteren Kategorien war der Film nominiert. Der Autor der Drehbuchumsetzung wurde auf dem Skip City International D-Cinema Festival mit dem Preis für das beste Drehbuch prämiert. 